# 소말리아의 행정 구역

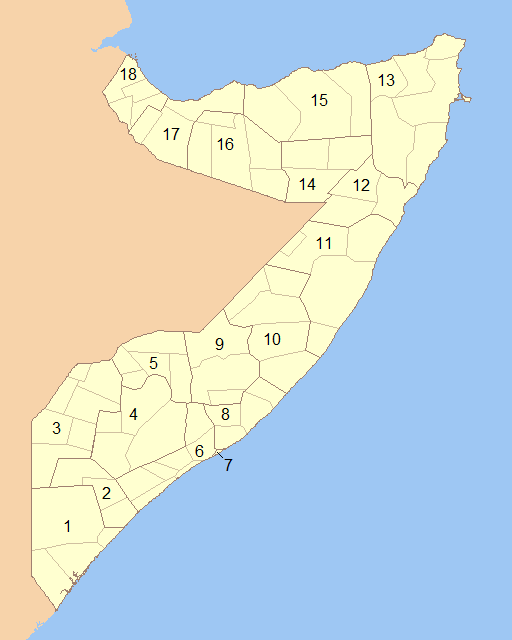
소말리아의 행정 구역

소말리아는 18개 주로 구성되어 있다. (숫자는 우측 지도상에 표기된 번호이다.)
- 18 - 아우달 주
- 5 - 바콜 주
- 7 - 바나디르 주
- 13 - 바리 주
- 4 - 바이 주
- 10 - 갈구두드 주
- 3 - 게도 주
- 9 - 히란 주
- 2 - 주바다데헤 주
- 1 - 주바다호세 주
- 11 - 무두그 주
- 12 - 누갈 주
- 15 - 사나그 주
- 8 - 샤벨라하데헤 주
- 6 - 샤벨라하호세 주
- 14 - 솔 주
- 16 - 토그데르 주
- 17 - 워코이갈베드 주

## 같이 보기
- 소말리아의 지방
- ISO 3166-2:SO